# Wybory parlamentarne w Iraku w 2010 roku
Wybory parlamentarne w Iraku odbyły się 7 marca 2010. Ordynację wyborczą parlament iracki uchwalił 6 grudnia 2009 roku.
W wyniku wyborów wybrani zostali członkowie Rady Reprezentantów, którzy następnie wybrać mieli Premiera oraz Prezydenta Iraku. O 325 mandatów ubiegało się 6200 kandydatów z ok. 600 różnych ugrupowań, w tym kandydaci sunniccy. Uprawionych do głosowania było 19 milionów osób.

## Data wyborów
Data wyborów parlamentarnych w Iraku była kilkakrotnie zmieniana. W pierwotnej wersji wybory odbyć się miały w grudniu 2009. Następnie datę przesunięto na 16 stycznia, później – 21 stycznia, aby w końcu przesunąć kolejny raz termin na 30 stycznia 2010 roku. Jednak już pod koniec listopada 2009 Faraj al-Haidari (przewodniczący Niezależnej Komisji Wyborczej) w swojej wypowiedzi wyrażał wątpliwość co do możliwości przeprowadzenia wyborów do końca stycznia 2010, co zakładała konstytucja Iraku. Głównym problemem stało się uchwalenie obowiązującej podczas wyborów ordynacji wyborczej o treści akceptowalnej dla wszystkich zainteresowanych stron. Kiedy udało się uchwalić prawo wyborcze, które zaakceptował wiceprezydent Iraku, Tarik al-Haszimi na datę wyborów postanowiono wyznaczyć dzień 6 marca 2010. Jednak tę z kolei datę zakwestionowali przywódcy kurdyjscy. Data 6 marca jest rocznicą podpisania porozumienia iracko-irańskiego z 1975 roku, zawartego między Saddamem Husajnem a Mohammadem Rezą Pahlawim, które znacząco wpłynęło na pogorszenie się sytuacji Kurdów irackich. Datę wyborów przesunięto po raz kolejny – tym razem na dzień 7 marca 2010 roku.

## Ordynacja wyborcza
Pierwotną wersję ordynacji wyborczej, mającej obowiązywać podczas wyborów, parlament iracki uchwalił 6 grudnia 2009 roku. Prawo wyborcze zostało przyjęte wówczas stosunkiem głosów 141 do 55 (wcześniej głosowanie to przekładano dziesięciokrotnie – głównymi osiami sporu były kwestie ustalenia list wyborczych w Kirkuku oraz wybór systemu głosowania).
Poszczególne przepisy ordynacji wyborczej, uchwalonej 8 listopada, zostały zawetowane 18 listopada przez wiceprezydenta Iraku, Tarika al-Haszimiego. Spowodowało to odesłanie projektu ustawy ponownie do organu ustawodawczego, który debatować będzie nad wprowadzeniem kolejnych poprawek. Wiceprezydent zażądał zwiększenia z 5 do 15% reprezentacji w parlamencie Irakijczyków mieszkających za granicami kraju (szacując ich liczbę na 4 mln). 23 listopada iracki parlament przyjął znowelizowaną ordynację wyborczą, pomijając jednocześnie prezydenckie weto. Ustawa trafiła do Rady Prezydenckiej, gdzie możliwe było jej ponowne zawetowanie (do odrzucenia tego weta potrzebna będzie większość parlamentarna 3/5 głosów).
Przed upłynięciem ostatecznego terminu, po którym wiceprezydent al-Haszimi zawetowałby ustawę, parlamentarzyści iraccy osiągnęli porozumienie w kwestii treści ordynacji wyborczej, uwzględniając postulaty al-Haszimiego. Wiceprezydent wprowadzone zmiany zaakceptował. Prawo wyborcze przyjęto przed północą, z 6 na 7 grudnia 2009.
Trudności związane z uchwaleniem irackiego prawa wyborczego stanowią zagrożenie dla planowego przeprowadzenia wyborów w styczniu 2010 roku oraz dla amerykańskich planów wycofania swoich wojsk z Iraku do końca 2011 roku. Jednak zgodnie z oświadczeniem wydanym przez Pentagon przesunięcie terminów wyborów nie wpłynie w żaden sposób na kalendarz wycofywania amerykańskich sił z Iraku.

## Zmiany w systemie politycznym Iraku
Pierwszym rządem irackim, wybranym na gruncie konstytucji irackiej z 2005 roku był rząd al-Malikiego. Zgodnie z przepisami przejściowymi, zawartymi w irackiej konstytucji, zarówno Prezydent jak i Premier mieli po dwóch zastępców (dwóch wiceprezydentów – szyita oraz sunnita oraz dwóch wicepremierów – sunnita oraz Kurd). Po wyborach nie będzie stanowiska wiceprezydenta oraz pozostanie jedno stanowisko wicepremiera. Zwiększeniu zaś ulegnie sama liczba deputowanych – z 323 do 371 (jeden parlamentarzysta ma przypadać na 100 tys. Irakijczyków).

## Udział sunnitów
W styczniu 2010 iracka komisja wyborcza pozbawiła możliwości kandydowania w wyborach grupy ok. 500 osób, głównie sunnitów powiązanych z reżimem Saddama Husajna (członków irackiego odłamu partii Baas). Pomimo iż 3 lutego sąd apelacyjny uznał prawo tych osób do kandydowania (przedstawicielka sądu zastrzegła przy tym, że sąd miałby zbadać akta kandydatów po wyborach i w przypadku, w którym potwierdziły by się związki danego kandydata z reżimem Saddama Husajna, miałby on "zostać wyeliminowany z dalszego życia politycznego"), rząd Iraku określił tę decyzję jako "nielegalną". Orzeczenie sądu potępili także szyici oraz Kurdowie.
Po orzeczeniu sądu w lutym 2010 przeprowadzono lustrację kandydatów oskarżonych o związki z partią Baas, którą to lustrację pozytywnie przeszedł zaledwie jeden na pięciu kandydatów. 67 z nich oczyszczono z zarzutów (powodem ich postawienia okazała się zbieżność nazwisk), prawie 300 kandydatów zostało wykluczonych z list lub wymienionych przez swoje ugrupowania, 177 kandydatów złożyło odwołania, które zostały uwzględnione w 26 przypadkach.

## Przebieg wyborów
4 marca odbyło się wcześniejsze głosowanie dla osób, które z racji pełnionych obowiązków nie miały by możliwości uczestnictwa w głosowaniu zaplanowanym na 7 marca (m.in. policjanci oraz wojskowi, którzy w dniu wyborów mają pilnować bezpieczeństwa oraz porządku na terytorium Iraku). W całym kraju zastosowano specjalne środki bezpieczeństwa. Niektóre miasta wprowadziły godzinę policyjną, w prowincji Al-Anbar wprowadzono całkowity zakaz poruszania się samochodami, rząd zarządził zamknięcie na czas wyborów urzędów oraz portów lotniczych.
Mimo podjętych przez władze nadzwyczajnych środków ostrożności, w Bagdadzie oraz innych miastach doszło do zamachów terrorystycznych. Część z nich przypisywana jest działającym w Iraku osobom, podającym się za członków Al-Kaidy. Organizacja ta w piątek poprzedzający wybory, 5 marca zapowiedziała wprowadzenie na terenie całego kraju "godziny policyjnej" w celu utrudnienia (lub też uniemożliwienia) przeprowadzenia zaplanowanych na 7 marca wyborów.

### Zamachy terrorystyczne w dniu wyborów
Podczas ataków terrorystycznych 7 marca w całym kraju śmierć poniosło 38 osób a ponad 100 zostało rannych.
Najgorzej sytuacja przedstawiła się w Bagdadzie. W wyniku pierwszej detonacji ładunku wybuchowego w dzielnicy Ur w północnej części Bagdadu, zawalił się dom mieszkalny. Dwanaście osób zginęło, a 10 zostało. Terroryści ponownie dokonali zamach na dom mieszkalny, tym razem w dzielnicy Szurta al-Rabia na południu Bagdadu, gdzie zginęły cztery osoby i osiem zostało rannych.
Oprócz tego rebelianci w Bagdadzie wystrzelili 60 pocisków zabijając cztery osoby. W Iskandrii, która leży 50 km na południe od Bagdadu doszło do ostrzału lokali wyborczych, w wyniku czego rannych zostało trzynaście osób, biorących udział w głosowaniu.
W Faludży (50 km na zachód od Bagdadu) odpalono 17 rakiet, które raniły dwóch policjantów oraz czterech cywili. Tam też doszło do wybuchu bomby przydrożnej, jednak ta nie spowodowała ofiar.
W mieście Mahmudija, które leży 30 km na południe od Bagdadu doszło do dwóch ataków moździerzowych w których zginęła jedna osoba, a 11 odniosło obrażenia. W podobnym ataku rebeliantów w Jusufiji, która leży nieopodal Mahmudiji ranna została jedna osoba. Natomiast w Kirkuku zdetonowano bomby przydrożne poszedł, które nie spowodowały ofiar wśród wyborców.
Niespokojnie było w jednym z najniebezpieczniejszych miast Iraku – Mosulu. Tam zamaskowany mężczyzna wrzucił do lokalu wyborczego granat, którego eksplozja spowodowała obrażenia siedmiu osób. Odpalono też jedna rakietę, która spadła na posterunek policji. Funkcjonariusze zabezpieczyli dwie bomby podłożone w jednym z lokali wyborczym. Dwóch irackich żołnierzy zostało rannych po wybuchu bomby pozostawionej przy wojskowym punkcie kontrolnym. Podczas głosownia iraccy żołnierze i kurdyjskie struktury wojskowe Peszmerga ostrzelali członka rady prowincji Niniawa raniąc go i jego dwóch ochroniarzy. Jak się później okazało incydent był skutkiem nieporozumienia.

## Wyniki wyborów
Według oficjalnych wyników podanych przez Centralną Komisję Wyborczą po przeliczeniu 100% wszystkich głosów wybory parlamentarne do Rady Reprezentantów z wynikiem ponad 25% wygrała świecka koalicja Iracki Ruch Narodowy (popularnie Irakijja) pokonując szyicką koalicję Państwo Prawa premiera Nuri al-Malikiego oraz proirański radykalny blok Irackiego Sojuszu Narodowego.
|  | Partia Polityczna                            | Głosy      | Punkty proc. | Mandaty (zmiana) | Mandaty (zmiana) |
|  | -------------------------------------------- | ---------- | ------------ | ---------------- | ---------------- |
|  | Iracki Ruch Narodowy (popularnie: Irakijja)  | 2 849 612  | 24,72%       | 91               | +54              |
|  | Państwo Prawa                                | 2 792 083  | 24,22%       | 89               | +76              |
|  | Narodowy Sojusz Iracki                       | 2 092 066  | 18,15%       | 70               | -47              |
|  | Demokratyczny Patriotyczny Sojusz Kurdystanu | 1 681 714  | 14,59%       | 43               | -10              |
|  | Ruch na Rzecz Zmiany (Goranie)               | 476 478    | 4,13%        | 8                | +8               |
|  | Przymierze Iraku                             | 306 647    | 2,66%        | 4                | +4               |
|  | Iracki Front Porozumienia (al-Tawafuq)       | 298 226    | 2,59%        | 6                | -38              |
|  | Kurdyjska Unia Islamska                      | 243 720    | 2,12%        | 4                | -1               |
|  | Islamska Grupa Kurdystanu                    | 152 530    | 1,32%        | 2                | +2               |
|  | Mniejszości religijne                        | 108 000    | –            | 8                | +8               |
|  | Razem                                        | 11 001 076 | 100,0%       | 325              | –                |
|  | Frekwencja: 62,40%                           |            |              |                  |                  |